# Przespolew Kościelny (gromada)
Przespolew Kościelny – dawna gromada, czyli najmniejsza jednostka podziału terytorialnego Polskiej Rzeczypospolitej Ludowej w latach 1954–1972.
Gromady, z gromadzkimi radami narodowymi (GRN) jako organami władzy najniższego stopnia na wsi, funkcjonowały od reformy reorganizującej administrację wiejską przeprowadzonej jesienią 1954 do momentu ich zniesienia z dniem 1 stycznia 1973, tym samym wypierając organizację gminną w latach 1954–1972.
Gromadę Przespolew Kościelny z siedzibą GRN w Przespolewie Kościelnym utworzono – jako jedną z 8759 gromad na obszarze Polski – w powiecie kaliskim w woj. poznańskim, na mocy uchwały nr 22/54 WRN w Poznaniu z dnia 5 października 1954. W skład jednostki weszły obszary dotychczasowych gromad Przespolew Kościelny, Przespolew Pański, Poroże Nowe i Poroże Stare ze zniesionej gminy Ceków oraz obszary dotychczasowych gromad Madalin i Pyczek ze zniesionej gminy Strzałków w powiecie kaliskim, a także enklawa miejscowości Zacisze (położonej wśród gruntów dotychczasowej gromady Pyczek) z dotychczasowej gromady Skarżyn ze zniesionej gminy Kowale Pańskie w powiecie tureckim w tymże województwie. Dla gromady ustalono 13 członków gromadzkiej rady narodowej.
Gromadę zniesiono 1 stycznia 1960, a jej obszar włączono do gromady Ceków-Kolonia w tymże powiecie.